# Antorcha de la Amistad (Miami)
La Antorcha de la Amistad (en inglés: The Torch of Friendship) es un monumento ubicado en el bulevar Biscayne en el centro de Miami, Florida, Estados Unidos, en la esquina noroeste del Bayfront Park para conmemorar la hermandad entre los países americanos.
Construido en 1960, el monumento fue construido para significar el pasaje para inmigrantes provenientes de Latinoamérica y el Caribe. La llama alimentada con gas estaba destinada a actuar como un faro de bienvenida para todos los inmigrantes nuevos y viejos de la nación. En 1964 fue re-dedicado a la memoria del presidente estadounidense John F. Kennedy.

## Historia

### Diseño y concepto
En agosto de 1960, la Comisión de la Ciudad de Miami, siguiendo una sugerencia del entonces administrador municipal Melvin L. Reese para la construcción de la "Antorcha de la Amistad" en Bayfront Park, votó para comenzar la construcción de la antorcha en el parque como monumento a la "amistad perpetua" de la ciudad con América Latina. "La Antorcha será un nuevo paso para enfatizar nuestra amistad con nuestros amigos latinos", anunció Robert King High, alcalde de Miami. 
High ya había visto a decenas de miles de refugiados cubanos entrando a la ciudad huyendo de la revolución cubana. La Antorcha, dijo, "mostraría que Miami es más que una puerta geográfica a las Américas. Es un símbolo de riqueza y cordialidad. Esperamos que tenga el significado que ahora tiene la estatua de la Libertad ". 
Reese presentó un dibujo de un pozo de concreto coronado por una llama que ardía continuamente, rodeado por un patio de piedra. Explicó que una pared envolvente contendría escudos de cada país latinoamericano.

### Inauguración
La Antorcha de la Amistad completa fue dedicada en octubre de 1960. Tristemente, tres años más tarde, el presidente Kennedy fue asesinado, y en 1964, la Antorcha fue dedicada en su honor.

## Descripción
Consiste en un pilar, cubierto con placas de piedra y coronado por una antorcha encendida. En el frente hay una placa con el Gran Sello de los Estados Unidos. Debajo de la placa hay una inscripción en la que la ciudad de Miami dedica este monumento a la amistad entre los Estados Unidos y los países de América Latina. También tiene el año de construcción, 1960.

### Placas de los escudos
El pilar es escoltado por un muro curvo en el que aparece la re-dedicación del monumento, en memoria de John F. Kennedy. A su derecha, aparecen las palabras TORCH OF FRIENDSHIP (Antorcha de la amistad) sobre 20 placas redondas que muestran el escudo de armas y los nombres de los siguientes países de América Latina y el Caribe (orden alfabético en inglés):
| Argentina  | Bolivia              | Brasil  | Chile       | Colombia  |
| Costa Rica | República Dominicana | Ecuador | El Salvador | Guatemala |
| Haití      | Honduras             | Jamaica | México      | Nicaragua |
| Panamá     | Paraguay             | Perú    | Uruguay     | Venezuela |

Hay un espacio entre las placas de Costa Rica y República Dominicana. Debido al orden alfabético en inglés, el lugar faltante debe haber sido para  Cuba.

### Estatuas

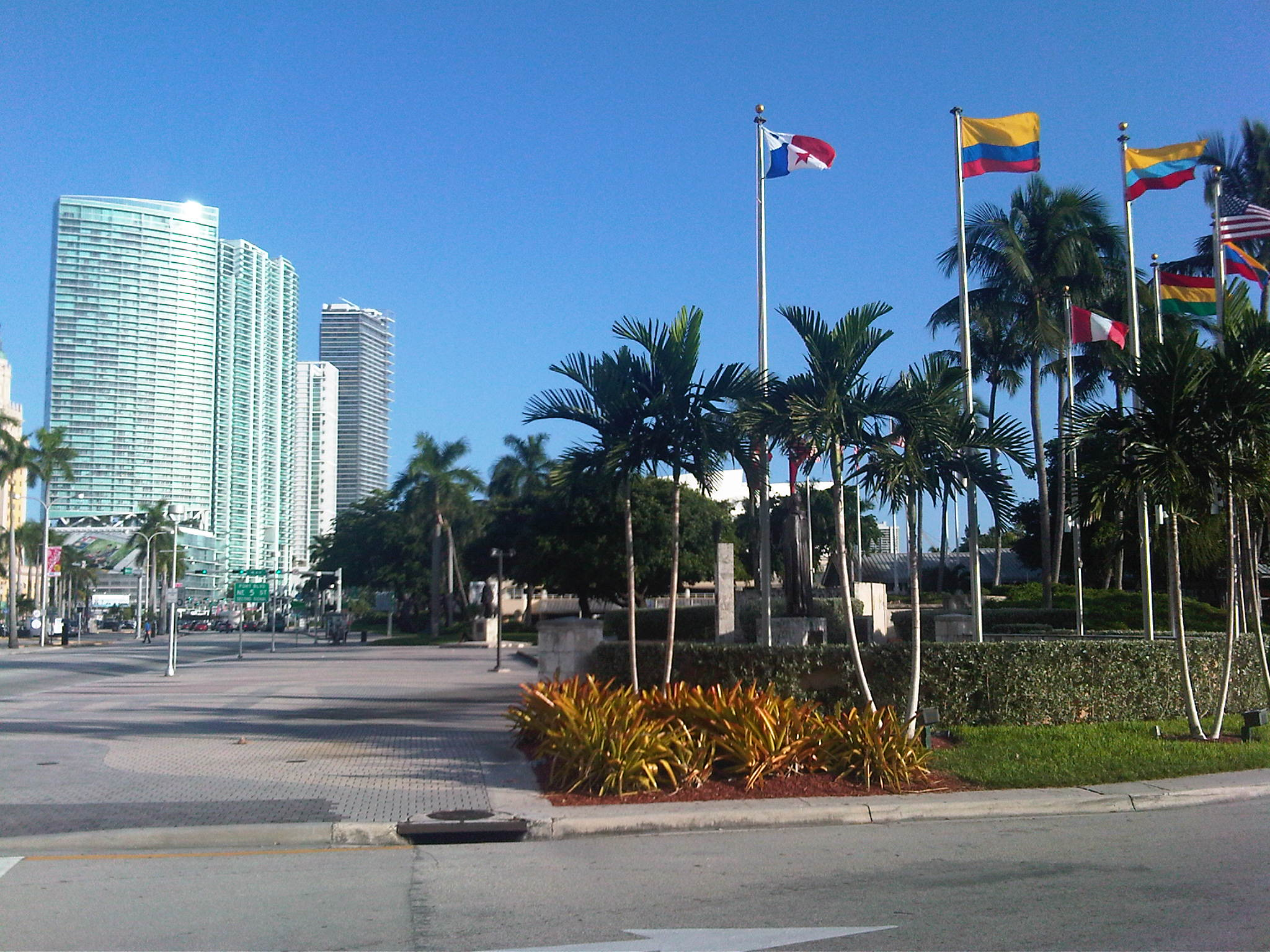
Vista de la plaza con la estatua de Simón Bolívar a la derecha rodeada de banderas hispanoamericanas. Al fondo se ve la estatua del conquistador español Juan Ponce de León.

En el lado norte de la plaza de la antorcha se encuentra una estatua del conquistador español Juan Ponce de León y en su lado sur hay una estatua de Simón Bolívar rodeada de las banderas de Bolivia, Colombia, Ecuador, Estados Unidos, Panamá, Perú y Venezuela. 
La estatua de Juan Ponce de León fue donada por el gobierno de España en 1976 y rededicada el 22 de mayo de 1995 y de nuevo en 2013 para conmemorar los 500 años desde la llegada de los españoles a la Florida. El evento del 500 aniversario fue asistido por el rey Felipe VI de España y la reina Letizia.